# Chen Yun
Chen Yun (Chinois simplifié : 陈云 ; Chinois traditionnel : 陳雲 ; pinyin : Chén Yún), né le 13 juin 1905 et décédé le 10 avril 1995, est un homme politique et économiste chinois. Il est l'un des « huit immortels » du Parti communiste chinois auquel il adhéra en 1925.

## Biographie
Il est à l'origine un ouvrier et un militant syndical. Il participe dès 1933 au Bureau politique du Parti communiste chinois. Il est membre du 7e Politburo du PCC, du 8e, du 11e et du 12e.
Sa carrière connaît un premier apogée en 1950 quand il participe à l'élaboration du premier plan quinquennal. Ses positions en matière d'économie lui valent une première disgrâce à la suite du Grand Bond en avant en 1956, bien qu'il continue à jouer un rôle important dans les années qui suivent. À partir de 1966 et du début de la Révolution culturelle, il est durablement écarté (mais n'est victime d'aucune violence) et rétrogradé dans la hiérarchie du Parti. Il retrouve des fonctions de premier plan après le retour aux affaires de Deng Xiaoping.
Deng Xiaoping reprend le parti de Mao Zedong à partir de juin 1977. Il critique Mao et propose quatre modernisations dans l'agriculture, l'industrie, la technologie et l'armée. La priorité est donnée à la réforme économique. Les années 1979-1985 sont considérées comme des " années heureuses" où les révélations sur le passé maoïste donnent l'impression d'une vraie libéralisation (on dénonce les prisons d’État, les camps, la famine).
1978 marque la fin du collectivisme, et la disparition des communes populaires. Cela s'accompagne d'une réforme urbaine, les buildings donnent l'impression d'une ouverture à l'Occident, effective avec le développement des ZES en 1984. Chen Yun utilise une métaphore pour décrire la situation : « L'oiseau retenu dans une main étouffe, il se sent plus libre dans une cage même si sa liberté est contrôlée ».
Yao Yilin sera le porte parole de Chen Yun.

## Référence
1. ↑  Mort du chef nonagénaire des conservateurs chinois, Chen Yun Libération, 12 avril 1995
2. ↑  Biographie de Chen Yun Encyclopédie Larousse.
3. ↑  Francis Deron Les cinquante jours de Pékin. Chronique d'une révolution assassinée 1989 Page 304